# JC Gonzalez

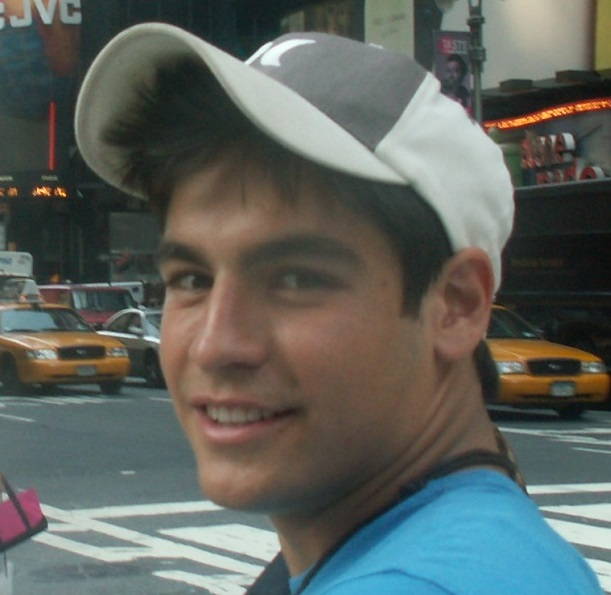
JC Gonzalez

Juan Camilo Gonzalez (* 8. März 1990 in Bogotá), auch als JC Gonzalez bekannt, ist ein kolumbianischer Schauspieler und Singer-Songwriter. Seine Karriere begann im Jahr 2009 mit Fernsehwerbung in Texas. Gonzalez war auch ein Kandidat für Making Menudo, eine MTV-Reality-Show, für die sie fünfundzwanzig zweisprachige männliche Sänger auswählten. JC Gonzalez hat auch Auftritte in Film und Fernsehen, wie Parks and Recreation und Die Amerikaner.

## Frühe Jahre
JC Gonzalez wurde in Bogotá, Kolumbien, geboren. Er hat zwei jüngere Geschwister. Gonzalez wurde als hyperaktives Kind eingestuft und erhielt deshalb den Spitznamen „Terremoto“ (Erdbeben). Im Alter von sieben Jahren zog Gonzalez mit seiner Familie nach Houston, damit sein jüngerer Bruder medizinisch versorgt werden konnte.
JC Gonzalez besuchte die Clements High School in Sugar Land, Texas.

## Karriere

### Musik
JC Gonzalez nahm sowohl Originalmaterial als auch einen Remix des Songs El Perdón von Enrique Iglesias und Nicky Jam auf. Ab 2016 bereitete Gonzalez sein Debütalbum mit dem Titel AwakIn vor, das Songs in Englisch und Spanisch mit einer Mischung aus Latin-Rhythmen und amerikanischem Rap und Pop enthalten soll.

### Schauspielkarriere
Gonzalez begann seine Schauspielkarriere mit Fernsehwerbung in Texas. Nach dem Abitur zog Gonzalez nach Los Angeles, wo er in Werbespots und Fernsehserien zu arbeiten begann. Er machte Fernsehwerbung für Ford, Honda und AT & T.
Im Januar 2007 sprach JC Gonzalez für Making Menudo in Los Angeles vor. Er schaffte es nicht in die Sendung, so nahm er Tanzunterricht und sprach in Dallas vor. Dort wurde er von dem puerto-ricanischen Sänger Luis Fonsi und dem Radiomoderator Daniel Luna als einer der fünfundzwanzig Teilnehmer ausgewählt, die nach New York gehen würden, wo sie in der Serie Road to Menudo gefilmt wurden. Gonzalez war einer von 15 aus dieser Gruppe, um in die Show Making Menudo zu gehen.
Als Teil der Show wurde JC Gonzalez zusammen mit vierzehn anderen aufstrebenden Künstlern in South Beach für fast vier Monate in Gesang und Tanz trainiert.
Im Jahr 2009 erschien JC Gonzalez in der Parks-and-Recreation-Episode Sister City als Jhonny, als Praktikant in Venezuela.
Im Jahr 2010 spielte Gonzalez die Hauptrolle in dem Video von Kaya Rosenthals „Kann dich nicht aus meinem Kopf holen“. Gonzalez ist auch in Horror Trips – Wenn Reisen zum Albtraum werden, The Hard Times of RJ Berger, How to Rock und Parenthood aufgetreten. Im Jahr 2010 spielte Gonzalez eine Rolle bei Victorious in der Episode Survival of the Hottest.
Gonzalez spielte in Die Amerikaner, einer Webserie, die im Mai 2011 ins Leben gerufen wurde. Im Jahr 2013 erschien Gonzalez in der Webserie Blue. JC Gonzalez hat auch an anderen Web-Serien gearbeitet, darunter RagDolls im Jahr 2013. Im Jahr 2015 übernahm Gonzalez die Rolle von Jake in der Serie Navy CIS: New Orleans, in der Episode Blue Christmas.

## Privatleben
Gonzalez lebt zurzeit in Los Angeles, Kalifornien.

## Filmografie
- 2007: Making Menudo (Realityshow, eine Folge)
- 2008: Horror Trips – Wenn Reisen zum Albtraum werden (Banged Up Abroad, Fernsehserie, eine Folge)
- 2009: Second Coming
- 2009: Parks and Recreation (Fernsehserie, eine Folge)
- 2009: Love Fifteen
- 2010: Victorious (Fernsehserie, eine Folge)
- 2010: Parenthood (Fernsehserie, eine Folge)
- 2011: Die Amerikaner (Los Americans, Webserie, 8 Folgen)
- 2011: Big Time Rush (Fernsehserie, eine Folge)
- 2012: How to Rock (Fernsehserie, eine Folge)
- 2012: Slumber Party Slaughter
- 2013: RagDolls (Webserie, 4 Folgen)
- 2013: Blue (Webserie, eine Folge)
- 2014: 11:11 (Kurzfilm)
- 2014: Ich war’s nicht (I Didn’t Do It, Fernsehserie, eine Folge)
- 2015: Hot Flash: The Chronicles of Lara Tate – Menopausal Superhero (Fernsehserie, eine Folge)
- 2015: Elena (Kurzfilm)
- 2015: Navy CIS: New Orleans (NCIS: New Orleans, Fernsehserie, eine Folge)
- 2018: 9-1-1 (Fernsehserie, eine Folge)
- 2018: Goliath (Fernsehserie, eine Folge)

## Diskografie

### Alben
- 2015: AwakIN
- 2016: 2moonS

### Singles
- 2015: Equation of Love
- 2015: Quiet Game
- 2015: Cupid
- 2015: Zoom
- 2015: Prendete
- 2016: Solitary Conversations
- 2016: Luchando
- 2016: Let me be me